# Phyllosticta hypoglossi
Phyllosticta hypoglossi är en svampart som först beskrevs av Jean François Montagne, och fick sitt nu gällande namn av Allesch. 1898. Phyllosticta hypoglossi ingår i släktet Phyllosticta och familjen Botryosphaeriaceae.   Inga underarter finns listade i Catalogue of Life.